# Jedi Twilight
Jedi Twilight (traducido sería: El Crepúsculo de los Jedi) es la primera novela de la serie Coruscant Nights del Periodo del Imperio en el universo ficticio de Star Wars.

## Datos técnicos
Fue escrita por Michael Reaves, su publicación con 368 páginas se realizó en el 1 de julio de 2008 en América, en inglés, por la editorial Del Rey.

## Resumen de la historia
Jax Pavan es un Jedi que aparentemente ha sobrevivido a la Orden 66 y ataque al templo Jedi. Posible hijo del conocido Lorn Pavan (asesinado por Darth Maul unos quince años atrás) deberá unir fuerzas con el droide I-Cinco, aliado de su padre tiempo atrás, y con el periodista Den Dhur para escapar de la Purga Jedi conducida por Darth Vader.
Jax y sus compañeros viajan, por Coruscant, tratando de ayudar a gente necesitada en el nuevo régimen galáctico imperial y buscando posibles Jedi supervivientes.